# Samuel A. Weiss

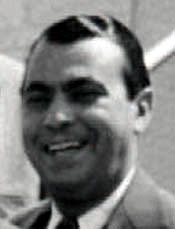
Samuel A. Weiss (1945)

Samuel Arthur Weiss (* 15. April 1902 in Krotowocz, Polen; † 1. Februar 1977 in Pittsburgh, Pennsylvania) war ein polnisch-amerikanischer Politiker. Zwischen 1941 und 1946 vertrat er den Bundesstaat Pennsylvania im US-Repräsentantenhaus.

## Werdegang
Im Jahr 1903 kam Samuel Weiss mit seinen Eltern aus seiner polnischen Heimat nach Glassport in Pennsylvania. Er besuchte die öffentlichen Schulen seiner neuen Heimat. 1925 absolvierte er die Duquesne University in Pittsburgh. Nach einem anschließenden Jurastudium an der dortigen School of Law und seiner 1927 erfolgten Zulassung als Rechtsanwalt begann er in Pittsburgh in diesem Beruf zu arbeiten. Zwischenzeitlich war er auch Direktor am dortigen Roselia Maternity Hospital. Gleichzeitig schlug er als Mitglied der Demokratischen Partei eine politische Laufbahn ein. Zwischen 1935 und 1939 saß er als Abgeordneter im Repräsentantenhaus von Pennsylvania.
Bei den Kongresswahlen des Jahres 1940 wurde Weiss im 31. Wahlbezirk von Pennsylvania in das US-Repräsentantenhaus in Washington, D.C. gewählt, wo er am 3. Januar 1941 die Nachfolge des Republikaners John McDowell antrat. Nach zwei Wiederwahlen konnte er bis zu seinem Rücktritt am 7. Januar 1946 im Kongress verbleiben. Bis 1943 vertrat er den 31., von 1943 bis 1945 den 30. und danach den 33. Distrikt seines Staates. Seine Zeit als Kongressabgeordneter war weitgehend von den Ereignissen des Zweiten Weltkrieges geprägt.
Weiss legte sein Abgeordnetenmandat nieder, nachdem er zum Richter am Berufungsgericht im Allegheny County gewählt worden war. Dieses Amt bekleidete er bis 1967. Im Jahr 1968 war er Präsident der Justizverwaltung seines Staates (Pennsylvania State Judicial Administration). Samuel Weiss starb am 1. Februar 1977 in Pittsburgh, wo er auch beigesetzt wurde.